# Lagoa Itatiaia

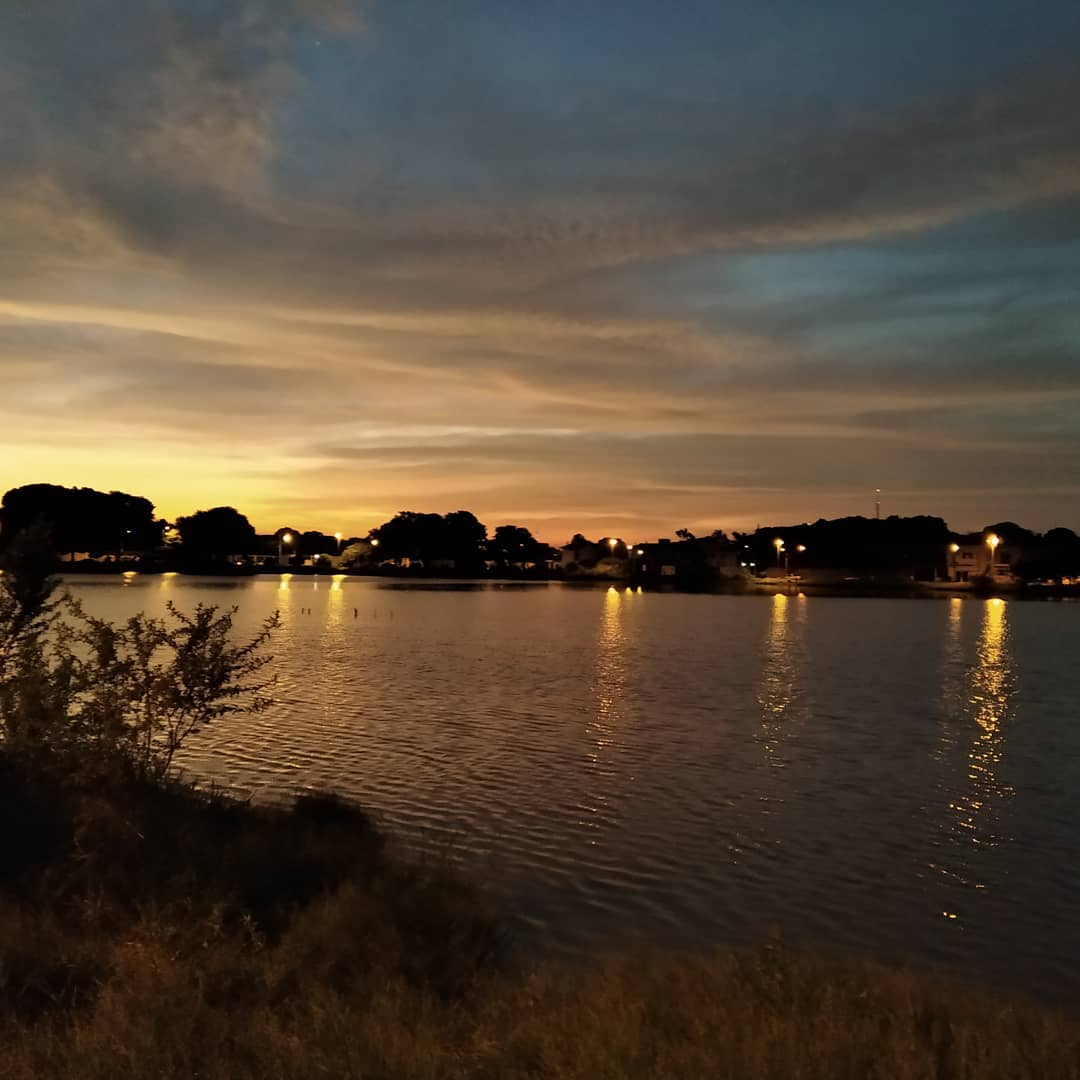
por do sol na Lagoa Itatiaia

O Lagoa Itatiaia é uma lagoa situada no município de Campo Grande, estado de Mato Grosso do Sul. Localizada no Bairro Jardim Itatiaia, atualmente sofre com o abandono. E em breve será revitalizada.